# Casa a Dorve
La Casa a Dorve és una obra de la Guingueta d'Àneu (Pallars Sobirà) inclosa a l'Inventari del Patrimoni Arquitectònic de Catalunya.

## Descripció
Casa de planta rectangular, constituïda per la planta baixa i tres plantes altes, la darrera destinada a golfes i colomar, directament sota la coberta a dues aigües. La façana es troba protegida per un ample ràfec, i situada en el mur perpendicular al cavall que suporta la coberta. En aquesta façana orientada al sud-oest s'obre, a la planta baixa, un porxo constituït per tres arcades de mig punt, una d'elles cegada, i una porta també cegada. Al primer i segon pis hi ha respectivament tres obertures distribuïdes simètricament. Al primer formen un balcó corregut amb barana de ferro forjat que ostenta la data de la seva construcció: 1900 i les inicials del constructor: J. B.